# غاستون غوزمان
غاستون غوزمان (بالإسبانية: Gastón Guzmán)‏ (و. 1932 – 2016 م) هو عالم الإنسان، واخصائي فطريات، وecologist من المكسيك .

## التعليم
تعلم في National Polytechnic Institute

## مناصب وهيئات
أدار National Polytechnic Institute.

## جوائز
حصل على جوائز منها:
- زمالة غوغنهايم.